# 卡文納 (密蘇里州)
卡文納（英語：Caverna）是位於美國密蘇里州麥克唐納縣的非建制地區。

## 歷史
卡文納的郵局於1876年設立，其後於1906年停運。

## 地理
卡文納所處的海拔為高於海平面295米（即968英呎），而該地所採用的時區為UTC-6，即北美中部時區（CST）。同時該地設有夏令時間，為UTC-6調快一小時，即UTC-5（CDT）。